# Drygalski Fjord
Drygalski Fjord är en vik i Sydgeorgien och Sydsandwichöarna (Storbritannien). Den ligger i den nordvästra delen av Sydgeorgien och Sydsandwichöarna.